# Your Obedient Servant (film)
Your Obedient Servant er en amerikansk stumfilm fra 1917 af Edward H. Griffith.

## Medvirkende
- Claire Adams
- Pat O'Malley
- Helen Pillsbury
- Charles R. Moore
- Don Fulano som Black Beauty